# Nicodemus Frischlin
Nicodemus Frischlin est un humaniste allemand et poète latin, né à Balingen (Wurtemberg) en 1547 et mort en 1590. 

## Biographie
Quoiqu'il ne fût pas dénué de mérite, il doit cependant sa réputation encore plus à ses aventures et à sa fin tragique qu'à ses cours et à ses œuvres. Des l'âge de vingt et un ans, nous le trouvons comme professeur à Tubingue; le succès de ses leçons excita la jalousie de ses collègues et principalement de Crusius, son ancien maître dès cette époque, il fut en butte à de mauvais procédés et à des tracasseries incessantes. Ce fut pis encore lorsque, en 1575, à la diète de Ratisbonne, où il avait lu sa comédie intitulée Rebecca, l'empereur Maximilien II lui eut décerné les titres de poète lauréat et de comte palatin. On répandit sur son compte toutes sortes de calomnies, et l'on excita contre lui la noblesse, qu'il avait offensée par un discours, d'ailleurs très innocent, où il faisait l'éloge de la vie champêtre. 
Pour échapper à ces persécutions, il accepta les fonctions de recteur au collège de Laybach (1582); mais, deux ans plus tard, il revint à Tubingue, quitta cette ville en 1586, voyagea sur les bords du Rhin et en Saxe; fut quelque temps recteur à Brunswick, et essaya de se fixer à Marbourg; mais ses ennemis ne lui laissaient aucun repos. Il n'abandonna point pour cela ses travaux littéraires et rédigea contre Crusius, qui l'attaquait, une série de réponses qui ne firent qu'envenimer la querelle. Chassé de partout, il errait sur les bords du Rhin lorsque sa femme vint à mourir. Le gouvernement wurtembergeois refusa de lui délivrer l'héritage auquel il avait droit. Il porta plainte à l'empereur; mais on ne lui laissa pas le temps d'obtenir justice. Poursuivi comme pamphlétaire, il fut saisi à Mayence et enfermé dans la forteresse de Hohenurach. Il continua en prison son poème sur l'histoire des rois juifs. Conservant l'espoir de recouvrer sa liberté, il prépara une corde avec son linge, et, dans la nuit du 29 au 30 novembre 1590, tenta de s'évader. Trompé par le clair de lune qui projetait des ombres sur le rocher, il choisit mal l'endroit où il voulait se laisser glisser; la corde rompit et il fut précipité dans l'abîme.

## Œuvres
Esprit large et universel, Frischlin a écrit dans les genres les plus divers; mais tous ses ouvrages ont gardé l'empreinte de l'agitation et de la précipitation. 
Pédagogue intelligent, il a rendu de bons services à l'étude de la grammaire. Humaniste, il a donné d'excellentes remarques sur les Églogues et les Géorgiques de Virgile, sur les satires de Perse, et de bonnes traductions de Callimaque et d'Aristophane. Poète, il occupe un bon rang parmi les versificateurs latins des temps modernes. On vante surtout ses Élégies et son Hebraïs (Strasbourg, 1599). Comme tragique, il n'a pas réussi mais les sept comédies qu'on a conservées de lui sont pleines d'esprit et de gaieté. V. Strauss, Vie et œuvres du poète et philologue Frischlin (en allemand, Francfort, 1855).
On compte parmi ses travaux : 
- Hymnen und Epigramme des Kallimachos (Hymnes et épigrammes de Callimaque), Übersetzung, 1571
- De studiis linguarum et liberalium artium(Étude des langues et des arts libéraux), 1575. (Digitalisat)
- Rebecca, biblisches Drama, 1576. (Digitalisat)
- Oratio de vita rustica, 1578. (Digitalisat)
- Priscianus vapulans, 1578. (Digitalisat)
- Hildegardis Magna, Drama, 1579. (Digitalisat)* Frau Wendelgard, deutschsprachige Komödie, 1579. (Digitalisat)
- Dido, Tragédie, 1581. (Digitalisat)
- Venus, Tragédie, 1584
- Julius Caesar redivivus, 1585
- Graecanica proverbia selectiora cum symbolis veterum quorundam philosophorum, regum et imperatorum, 1588 (Digitalisat der Bibliothek Mecklenburg-Vorpommern)
- Helvetiogermani, Drama, 1589
- Dialogus logicus contra Ramum, 1590. (Digitalisat)
- Poppysmus tertius, Hrsg. von Jakob Frischlin. Tobias Jobin, Frankfurt am Main 1596 (gegen Crusius gerichtete Streitschrift)[1]
- 62 Facetiae, 1603. (Digitalisat)
- Phasma, 1598.  (Digitalisat)
- Hebraeis, continens duodecim libros. 1599. (Digitalisat)
- Operum Poeticorum pars epica. (Digitalisat)
- Operum poeticorum pars elegiaca, continens viginti duos elegiacorum carminum libros. (Digitalisat)
- Operum Poëticorum Paralipomena : Continentur hoc Opere, Poemata, maiori ex parte typis ante non excusa ; Videlicet, 5. Libri Carminum Heroicorum, & Octo Satyrae adversus Iac. Rabum Apostatam / Ex recensione Valentini Clessii
- Horologiographia
- Nomenclator trilinguis, Graecolatinogermanicus: continens omnium rerum, quae in probatis omnium doctrinarum auctoribus inueniuntur, appellationes … Opus nova quadam methodo, secundum categorias Aristotelis … concinnatum. – Et tertio iam … recognitum. Francofurti ad Moenum: Spies, 1591. (Digitalisat)
- Sieben Buecher von der Fuerstlichen Wuertembergischen Hochzeit des durchleuchtigen … Herrn Ludwigen / Hertzogen zu Wuertemberg vnd Theck.